# Spheniscus chilensis
Spheniscus chilensis är en utdöd fågel i familjen pingviner inom ordningen pingvinfåglar. Den beskrevs 2003 utifrån fossila lämningar från pliocen funna i Chile.